# Chiesa di San Silvestro (Marsciano)
La chiesa di San Silvestro è la parrocchiale patronale di Morcella, frazione di Marsciano in provincia di Perugia. Il luogo di culto fa parte dell'arcidiocesi di Perugia-Città della Pieve e risale al X secolo.

## Storia

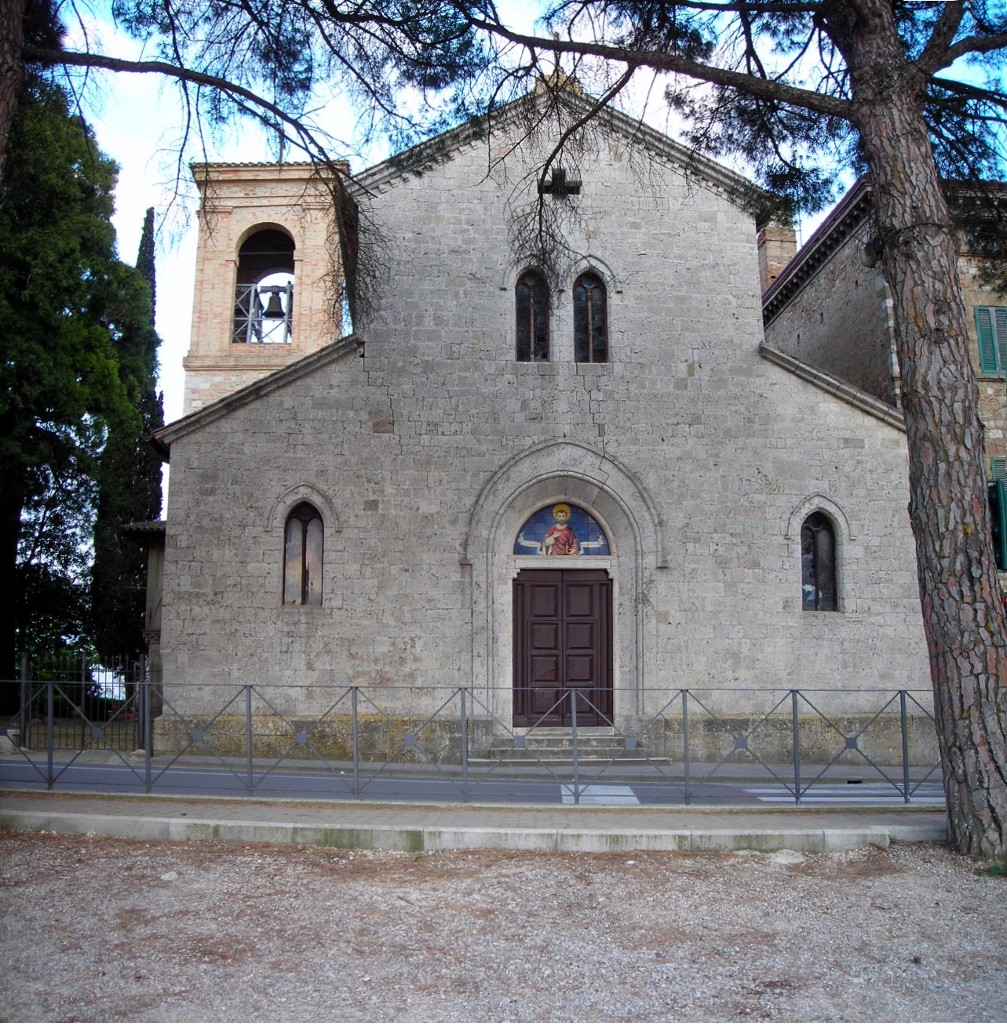
Chiesa di San valentino con torre campanaria in un'immagine del 2008, prima del terremoto del 2016

La prima memoria della chiesa parrocchiale di Morcella, che ha titolo di priorato, dedicata a San Silvestro papa, è antichissima risalendo al 1027, anno in cui Corrado il Salico nomina e conferma tra le chiese del monastero di San Pietro di Perugia la « Muricella » ossia la chiesa di San Silvestro “cum sua pertinentia”.
Simile conferma fu fatta poi da Gregorio VI nel 1045, da Pasquale II nel 1115 che nomina “Ecclesia S. Silvestri in Muricella”, da Innocenzo II nel 1137, da Lucio II nel 1143 o 1144, dal Barbarossa nel 1163, dal figlio di lui Arrigo VI nel 1196 e finalmente da papa Gregorio IX con Bolla del 1231.
Questa chiesa pagava anticamente al monastero di San Pietro un canone annuo di quattro corbe di grano, ridotto nei 1387 ad una sola corba da pagarsi per le vesti dei monaci; la riduzione fu poi approvata e confermata nel 1445 da papa Eugenio IV.
Nel 1803 il priore Luigi Paganini fece istanza all’abate affinché il canone potesse essere pagato anziché in natura, in denari con sette scudi, dichiarandosi però disposto a dare il grano, qualora il cambio non piacesse all’abate; questo però diede al priore un rescritto con parere favorevole.
La chiesa parrocchiale com’è attualmente fu fabbricata nel 1775 nel luogo stesso dove sorgeva prima la chiesa di Santa Maria, essendo priore parroco Don Luigi Paganini di Marsciano: mentre l’antica chiesa di San Silvestro, precedentemente demolita ed unita a Santa Maria, era fuori del castello, a poca distanza dalla croce di legno che segna il confine di un podere del priorato, podere che tiene tuttora il vocabolo San Silvestro.
La nuova chiesa fu edificata in diciotto mesi, ebbe all’inizio tre altari, ai quali furono poi aggiunti altri, e riunì insieme i due titoli delle chiese demolite, Santa Maria e San Silvestro.
Per licenza avuta dal vescovo di Perugia mons. Odoardi, il priore Paganini la benedisse il 10 giugno 1777 festa di Santa Margherita regina di Scozia, protettrice del castello, e sopra la porta fu collocata una lapide commemorativa – ora nascosta dall’organo – con la seguente iscrizione:
D. O. M. QUARTO IDUS JUNII MDCCLXXVII ALOJSIUS PRIOR PAGANINI MARSCIANENSIS VETERI INFORMI AC COLLABENTI DISJECTA ECCLESIA HANC NOVA MOLITIONE EIUS OPERA CELERITER ERECTAM SOLEMNI RITU BENEDIXIT.
Sotto il quadro dell’altar maggiore, v’era poi quest’altra iscrizione, che ora si legge sopra l’organo:
D. O. M. IN HONOREM VIRGINIS IMMACULATAE ET S. SILVESTRI PP. PATRONI HANC ECCLESIAM EREXIT FIDELIUM PIETAS ANNO JUBILAEI MDCCLXXV.

## Descrizione

### Esterno
La facciata in muratura semplice non ha carattere di pregio, il portale ha una lunetta sporgente in laterizio con un medaglione raffigurante la Vergine.

### Interno
L’interno invece è abbellito da una decorazione a rilievo nella volta, opera di Arnaldo Mazzerioli che ha lasciato la propria firma datata 1958 dietro l’altare.
L’altare maggiore è dedicato alla Madonna e a San Silvestro.
Dietro l’altare domina il quadro della Madonna Immacolata tra angeli e, in basso, San Silvestro e Santa Margherita regina di Scozia, opera del pittore perugino Cristoforo Gasperi.
Nella parete sinistra, si trova l’altare dedicato a Sant' Antonio da Padova con la tela di autore ignoto del ‘700 della Madonna in gloria tra angeli col bambino che porge i gigli al santo e, in basso, un angelo mostra un libro aperto.
Segue l’altare con la statua del Sacro Cuore.
Nel lato destro, vi è l’altare con la tela raffigurante la Madonna col Bambino e i santi Antonio abate e Giorgio che uccide il drago (sec. XVIII?).
Nell’abside due medaglioni raffigurano Ester e Giuditta; due quadri nell’orchestra fissi al muro con cornici di legno bianco rappresentano il Redentore e San Pietro, Agar e Ismaele.
L’organo collocato in fondo alla chiesa, fu fabbricato da Gregorio Casci di Todi nel 1780, ed è stato rifatto da (Angelo) Morettini nel 1845, restaurato nel 1986.